# Tolguaca
Le Tolguaca ou Tolhuaca est un stratovolcan situé dans la région d'Araucanie au Chili. Sa surface érodée par la glace contraste avec son voisin d'altitude comparable, le volcan Lonquimay, et atteste son plus grand âge.